# 豊村 (山梨県)
豊村（ゆたかむら）は山梨県中巨摩郡にあった村。現在の南アルプス市中心部の北東一帯にあたる。

## 歴史
- 1875年（明治8年）1月 - 巨摩郡沢登村・十五所村・上今井村・吉田村が合併して豊村となる。
- 1878年（明治11年）7月22日 - 郡区町村編制法の施行により、豊村が中巨摩郡の所属となる。
- 1889年（明治22年）7月1日 - 町村制の施行により、豊村が単独で自治体を形成。
- 1960年（昭和35年）4月1日 - 櫛形町に編入。同日豊村廃止。

## 交通

### 道路
- 国道52号

現在は旧村域に中部横断自動車道、甲西道路の南アルプスインターチェンジが所在するが、当時は未開通。